# Miami Redhawks
Miami Redhawks, stiliserat som Miami RedHawks, tidigare Miami Redskins, är en idrottsförening tillhörande Miami University och har som uppgift att ansvara för universitetets idrottsutövning.

## Idrotter
Redhawks deltager i följande idrotter:
| Herrar - Amerikansk fotboll - Baseboll - Basket - Friidrott - Golf - Ishockey - Simhopp - Simning | Damer - Basket - Fotboll - Friidrott - Landhockey - Simhopp - Simning - Softboll - Synkroniserad konståkning - Tennis - Volleyboll |

## Idrottsutövare

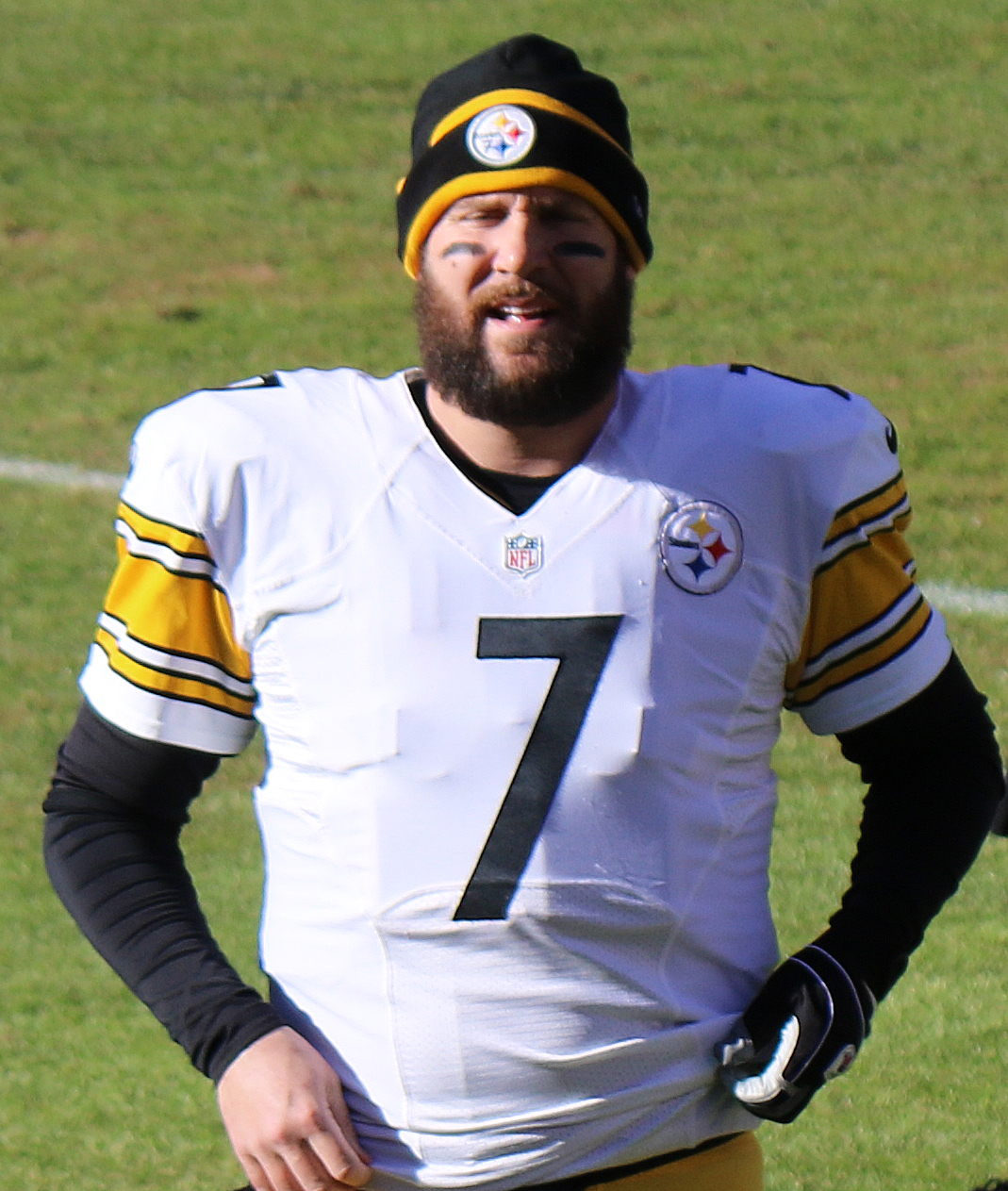
Ben Roethlisberger.

| Amerikansk fotboll - John Harbaugh (tränare) - Ben Roethlisberger Basket - Ron Harper Friidrott - Bob Schul Ishockey - Kevyn Adams - Riley Barber - Louie Belpedio - Dan Boyle - Carter Camper - Pat Cannone - Blake Coleman - Austin Czarnik | - Andy Greene - Jonathan Gruden - Grant Hutton - Ryan Jones - Alec Martinez - Carson Meyer - Andy Miele - Randy Robitaille - Jack Roslovic - Brian Savage - Cameron Schilling - Kiefer Sherwood - Reilly Smith - Chris Wideman - Tommy Wingels - Jeff Zatkoff Kampsport - Mark Coleman |